# NGC 1424
NGC 1424 је спирална галаксија у сазвежђу Еридан која се налази на NGC листи објеката дубоког неба.
Деклинација објекта је - 4° 43' 49" а ректасцензија 3h 43m 14,0s. Привидна величина (магнитуда) објекта NGC 1424 износи 13,8 а фотографска магнитуда 14,6. NGC 1424 је још познат и под ознакама MCG -1-10-26, IRAS 03407-0453, PGC 13664.